# Batušinac
Batušinac (izvirno srbsko Батушинац) je naselje v Srbiji, ki upravno spada pod Občino Merošina; slednja pa je del Niškega upravnega okraja.

## Demografija
V naselju, katerega izvirno (srbsko-cirilično) ime je Батушинац, živi 667 polnoletnih prebivalcev, pri čemer je njihova povprečna starost 41,7 let (42,3 pri moških in 41,1 pri ženskah). Naselje ima 202 gospodinjstev, pri čemer je povprečno število članov na gospodinjstvo 4,11.
To naselje je, glede na rezultate popisa iz leta 2002, večinoma srbsko.
|  |

| Demografija | Demografija     | Demografija     |
| Leto        | Št. prebivalcev | Št. prebivalcev |
| ----------- | --------------- | --------------- |
|             |                 |                 |
|             |                 |                 |
|             |                 |                 |
|             |                 |                 |
| 1948        | 863             |                 |
| 1953        | 916             |                 |
| 1961        | 868             |                 |
| 1971        | 844             |                 |
| 1981        | 821             |                 |
| 1991        | 840             | 840             |
| 2002        | 831             | 830             |
|             |                 |                 |

| Etnična sestava po popisu iz leta 2002 | Etnična sestava po popisu iz leta 2002 | Etnična sestava po popisu iz leta 2002 | Etnična sestava po popisu iz leta 2002 | Etnična sestava po popisu iz leta 2002 |
| -------------------------------------- | -------------------------------------- | -------------------------------------- | -------------------------------------- | -------------------------------------- |
| Srbi                                   | Srbi                                   |                                        | 799                                    | 96,26%                                 |
| Romi                                   | Romi                                   |                                        | 28                                     | 3,37%                                  |
| Črnogorci                              | Črnogorci                              |                                        | 1                                      | 0,12%                                  |
| Hrvati                                 | Hrvati                                 |                                        | 1                                      | 0,12%                                  |
| Bolgari                                | Bolgari                                |                                        | 1                                      | 0,12%                                  |
| Neznano                                | Neznano                                |                                        | 0                                      | 0,0%                                   |